# Eduardo Carvalho
Eduardo dos Reis Carvalho (phát âm tiếng Bồ Đào Nha: [eˈðwaɾðu kɐɾˈvaʎu]; sinh 19 tháng 9 năm 1982), thường được gọi là Eduardo, là một cựu cầu thủ bóng đá chuyên nghiệp người Bồ Đào Nha thi đấu ở vị trí thủ môn.
Anh có 134 trận ra sân tại Primeira Liga trong 11 mùa giải, phần lớn trong số đó trong màu áo câu lạc bộ Braga. Anh cũng từng thi đấu chuyên nghiệp tại Ý, Thổ Nhĩ Kỳ, Croatia, Anh và Hà Lan.
Ở cấp độ đội tuyển quốc gia, Eduardo ra sân 36 trận đấu cho Bồ Đào Nha. Anh là thành viên của đội tuyển giành chức vô địch EURO 2016.

## Sự nghiệp

### Đội tuyển quốc gia
Sau EURO 2008, Eduardo được huấn luyện viên Carlos Queiroz triệu tập lên tuyển để dự bị cho thủ môn Quim trong các trận gặp Malta và Đan Mạch tại vòng loại World Cup 2010.
Ngày 11 tháng 2 năm 2009, anh chính thức ra mắt đội tuyển quốc gia khi bắt chính trong trận đấu giao hữu với Phần Lan. Anh trở thành thủ môn số 1 của tuyển Bồ Đào Nha tại vòng chung kết World Cup 2010 trên đất Nam Phi, giữ sạch lưới cả 3 trận vòng bảng gặp Bờ Biển Ngà, CHDCND Triều Tiên và Brasil. Anh chỉ để lọt lưới 1 bàn trước nhà vô địch giải năm đó là Tây Ban Nha ở vòng 16 đội.
Sau khi mất suất bắt chính ở câu lạc bộ, Eduardo cũng phải đối mặt với tình trạng tương tự tại đội tuyển quốc gia khi phải dự bị cho thủ thành Rui Patrício. Anh có tên trong danh sách tham dự World Cup 2014 của đội tuyển Bồ Đào Nha, nhưng chỉ ra sân 5 phút cuối trong trận đấu cuối cùng vòng bảng gặp Ghana để thay thế cho thủ môn Beto bị chấn thương.
Eduardo là thủ môn thứ 3 trong đội hình Bồ Đào Nha vô địch EURO 2016. Ngày 1 tháng 9 năm 2016, anh có trận đấu quốc tế cuối cùng khi giữ sạch lưới trong chiến thắng 5–0 trước Gibraltar.

## Số liệu câu lạc bộ
Tính đến 25 tháng 8 năm 2016
| Câu lạc bộ         | Mùa giải       | League         | League | League | Cup  | Cup | Khác | Khác | Tổng | Tổng |
| Câu lạc bộ         | Mùa giải       | Hạng           | Trận   | Bàn    | Trận | Bàn | Trận | Bàn  | Trận | Bàn  |
| ------------------ | -------------- | -------------- | ------ | ------ | ---- | --- | ---- | ---- | ---- | ---- |
| Braga              | 2000–01        | Primeira Liga  | 0      | 0      | 0    | 0   | —    | —    | 0    | 0    |
| Braga              | 2001–02        | Primeira Liga  | 0      | 0      | 0    | 0   | —    | —    | 0    | 0    |
| Braga              | 2002–03        | Primeira Liga  | 0      | 0      | 0    | 0   | —    | —    | 0    | 0    |
| Braga              | 2003–04        | Primeira Liga  | 0      | 0      | 0    | 0   | —    | —    | 0    | 0    |
| Braga              | 2004–05        | Primeira Liga  | 0      | 0      | 0    | 0   | —    | —    | 0    | 0    |
| Braga              | 2005–06        | Primeira Liga  | 0      | 0      | 0    | 0   | —    | —    | 0    | 0    |
| Braga              | 2006–07        | Primeira Liga  | 0      | 0      | 0    | 0   | —    | —    | 0    | 0    |
| Braga              | 2007–08        | Primeira Liga  | 30     | 0      | 3    | 0   | 14   | 0    | 47   | 0    |
| Braga              | 2009–10        | Primeira Liga  | 30     | 0      | 5    | 0   | 2    | 0    | 37   | 0    |
| Braga              | Tổng           | Tổng           | 60     | 0      | 8    | 0   | 16   | 0    | 84   | 0    |
| Genoa              | 2010–11        | Serie A        | 37     | 0      | 0    | 0   | —    | —    | 37   | 0    |
| Benfica (mượn)     | 2011–12        | Primeira Liga  | 1      | 0      | 7    | 0   | 0    | 0    | 8    | 0    |
| İstanbul BB (mượn) | 2012–13        | Süper Lig      | 33     | 0      | 0    | 0   | —    | —    | 33   | 0    |
| Braga (mượn)       | 2013–14        | Primeira Liga  | 29     | 0      | 7    | 0   | 2    | 0    | 38   | 0    |
| Dinamo Zagreb      | 2014–15        | Prva HNL       | 34     | 0      | 1    | 0   | 12   | 0    | 47   | 0    |
| Dinamo Zagreb      | 2015–16        | Prva HNL       | 32     | 0      | 0    | 0   | 12   | 0    | 44   | 0    |
| Dinamo Zagreb      | 2016–17        | Prva HNL       | 4      | 0      | 0    | 0   | 4    | 0    | 8    | 0    |
| Dinamo Zagreb      | Tổng           | Tổng           | 70     | 0      | 1    | 0   | 28   | 0    | 99   | 0    |
| Chelsea            | 2016–17        | Premier League | 0      | 0      | 0    | 0   | –    | –    | 0    | 0    |
| Toàn sự nghiệp     | Toàn sự nghiệp | Toàn sự nghiệp | 226    | 0      | 23   | 0   | 42   | 0    | 291  | 0    |

1. ↑  Các trận đấu tại UEFA Cup và UEFA Intertoto Cup
2. 1 2  Các trận đấu tại UEFA Europa League
3. ↑  Các trận đấu tại UEFA Europa League và UEFA Champions League
4. 1 2  Các trận đấu tại UEFA Champions League

## Danh hiệu

### Câu lạc bộ
Braga
- UEFA Intertoto Cup: 2008

Vitória de Setúbal
- Taça da Liga: 2007–08

Benfica
- Taça da Liga: 2011–12

Dinamo Zagreb
- Giải bóng đá hạng nhất Croatia: 2014–15, 2015–16
- Cúp bóng đá Croatia: 2014–15
- Siêu cúp bóng đá Croatia: Á quân 2014

### Quốc gia
Bồ Đào Nha
- Giải bóng đá vô địch châu Âu: 2016